# Phylloclusia hendeli
Phylloclusia hendeli är en tvåvingeart som beskrevs av Lonsdale och Marshall 2007. Phylloclusia hendeli ingår i släktet Phylloclusia och familjen träflugor. Inga underarter finns listade i Catalogue of Life.